# 品位 (人品)
品位（ひんい、dignity）とは、気高く尊敬を買う人徳と、品格に満ち満ちている様をいう。人品（じんぴん）、気品（きひん）、品格（ひんかく）。
本項では「人としての品位（=人品）」を説明する。

## 品位とは
品位とは、気品や品格、人品などともいい、個人ないし特定の団体が、礼儀や節度や人徳、気高さに富む様をいう。またそうした、品位の保持は人々より尊敬或いは信用を受けるとされる。品位とは特定の作法やマナーなど立ち居振る舞いを厳格に定める価値基準も存在するが、基本的にはきわめて観念的な国際的価値観であり、国際的な権威あるマナー・プロトコルなど一位の行動基準を共有する外交や通商の場の他は、それぞれの国や習俗により差異もあり、その価値観も一定ではない。いずれにせよ、身だしなみや言葉遣いはもとよりルールやマナー(作法を含む)、立ち居振る舞い、他者や周囲への気遣い・気配りなど日常的な自律的行動が品位の醸成につながるとされることは確かである。こうしたことから、幼児期から躾や行儀作法やテーブルマナーなどの教育に力を入れる学校や家庭も多く存在する。
このような品位は家庭教育や学校教育の他、社会的な鍛錬などにより洗練されることも多いが、最終的には個人の心がけによるものである。また、身だしなみやマナーや行儀作法の修得といった外面的な修練も品位には欠かせないが、基本にあるのはむしろ内面にあるといえる。例えば、落ち着いた態度や節度、言葉遣い、他者や周囲への気配り、遠慮、謙虚さなどが重要な要素である。
外面的に品位の保持に努めたとしても、それに相応しい行動や気配りが伴わなければ評価を受けず、人徳が豊かであっても自己流で他者から評価されなければ品位あるともみられない場合もある。
社会的には、就職活動に際しての、身だしなみや言葉遣い、態度が評価される他、営業や交渉、催しの開催に際しての対応、公的な場での言動などにおいて品位が問われる場も少なくなく、公務員や公的な資格に基づく職業については法律にて品位の保持が規定されているものもある。
このような、品位の保持とは自ずから心がけとして行うものであり、他者に見せ付けたり、強要することは本来の様ではない。さり気なく自然に備わる様であるといえる。

## 法律で品位の維持を義務付けられている地位・職業
- 皇室経済法第6条　皇族費は、皇族としての品位保持の資に充てるために、年額により毎年支出するもの及び皇族が初めて独立の生計を営む際に一時金額により支出するもの並びに皇族であつた者としての品位保持の資に充てるために、皇族が皇室典範の定めるところによりその身分を離れる際に一時金額により支出するものとする。その年額又は一時金額は、別に法律で定める定額に基いて、これを算出する。
- 医師法第7条2　医師が第4条各号のいずれかに該当し又は医師としての品位を損するような行為のあった時は厚生労働大臣は次に掲げる処分をすることができる。 1．戒告 2．3年以内の医業の停止 3．免許の取消し 3．前2項の規定による取消処分を受けた者（第4条第3号若しくは第4号に該当し、又は医師としての品位を損するような行為のあった者として前項の規定による取消処分を受けた者にあつてはその処分の日から起算して5年を経過しない者を除く。
- 歯科医師法第7条2　歯科医師が第4条各号のいずれかに該当し又は歯科医師としての品位を損するような行為のあった時は厚生労働大臣は次に掲げる処分をすることができる。 1．戒告 2．3年以内の歯科医業の停止 3．免許の取消し 3．前2項の規定による取消処分を受けた者（第4条第3号若しくは第4号に該当し、又は歯科医師としての品位を損するような行為のあった者として前項の規定による取消処分を受けた者にあつてはその処分の日から起算して5年を経過しない者を除く。
- 薬剤師法第８条
- 保健師助産師看護師法第14条 　保健師、助産師若しくは看護師が第九条各号のいずれかに該当するに至つたとき、又は保健師、助産師若しくは看護師としての品位を損するような行為のあつたときは、厚生労働大臣は、次に掲げる処分をすることができる。 一 　戒告 、二 　三年以内の業務の停止、 　三 　免許の取消し
- 自衛隊法第58条　隊員は、常に品位を重んじ、いやしくも隊員としての信用を傷つけ、又は自衛隊の威信を損するような行為をしてはならない。
- 弁護士法第56条　弁護士及び弁護士法人は、この法律又は所属弁護士会若しくは日本弁護士連合会の会則に違反し、所属弁護士会の秩序又は信用を害し、その他職務の内外を問わずその品位を失うべき非行があつたときは、懲戒を受ける。
- 司法書士法第2条　司法書士は、常に品位を保持し、業務に関する法令及び実務に精通して、公正かつ誠実にその業務を行わなければならない。
- 行政書士法第10条　行政書士は、誠実にその業務を行なうとともに、行政書士の信用又は品位を害するような行為をしてはならない。
- 社会保険労務士法第1条の2　社会保険労務士は、常に品位を保持し、業務に関する法令及び実務に精通して、公正な立場で、誠実にその業務を行わなければならない。
- 公認会計士法第1条の2　公認会計士は、常に品位を保持し、その知識及び技能の修得に努め、公正かつ誠実にその業務を行わなければならない。
- 宅地建物取引業法第15条の2　宅地建物取引士は、宅地建物取引士の信用又は品位を害するような行為をしてはならない。
- 建築士法
  - 第2条の2　建築士は、常に品位を保持し、業務に関する法令及び実務に精通して、建築物の質の向上に寄与するように、公正かつ誠実にその業務を行わなければならない。
  - 第21条の4　建築士は、建築士の信用又は品位を害するような行為をしてはならない。
  - 22条3　建築士会及び建築士会連合会は、建築士の品位の保持及びその業務の進歩改善に資するため会員の指導及び連絡に関する事務を行うことを目的とする。
- 弁理士法第3条　弁理士は、常に品位を保持し、業務に関する法令及び実務に精通して、公正かつ誠実にその業務を行わなければならない。
- 税理士法第37条　税理士は、税理士の信用又は品位を害するような行為をしてはならない。
- 通訳案内士法第31条  通訳案内士は、前条に規定するもののほか、通訳案内士の信用又は品位を害するような行為をしてはならない。
- 土地家屋調査士法第2条　土地家屋調査士（以下「調査士」という。）は、常に品位を保持し、業務に関する法令及び実務に精通して、公正かつ誠実にその業務を行わなければならない。

## 品位に関連するエピソード
- アメリカでは、インターネットの普及により様々な情報配信がなされ、猥褻画像やプライバシー侵害、その他個人への人権侵害など様々な社会問題が発生した。そこでアメリカ議会では、1996年2月に情報通信品位法が制定され、一定の情報配信に対して規制する法律を定めた。この法律は、インターネット団体や企業、人権団体の反対の中で制定されたこともあり1か月後にはフィラデルフィア連邦地方裁判所に違憲訴訟がなされ違憲判決が下された他、1997年6月12日のアメリカ最高裁判所においても違憲判決が下されている（レノ対アメリカ自由人権協会事件）。

- 2006年、日本では、民主党前衆議院議員の永田寿康による、ライブドア社長・堀江貴文と自由民主党幹事長に関するいわゆる偽メール問題が起きたことを受け、自由民主党が国会議員として発言の論拠の裏づけを十分把握した上で発言すべきことなどを問題提起するため「国会の品位と権威に関するプロジェクトチーム」を立ち上げた。